# Notre-Dame-de-Cenilly
Notre-Dame-de-Cenilly és un municipi francès situat al departament de la Manche i a la regió de Normandia. L'any 2007 tenia 690 habitants.

## Demografia

### Població
El 2007 la població de fet de Notre-Dame-de-Cenilly era de 690 persones. Hi havia 268 famílies de les quals 68 eren unipersonals (48 homes vivint sols i 20 dones vivint soles), 92 parelles sense fills, 76 parelles amb fills i 32 famílies monoparentals amb fills.
La població ha evolucionat segons el següent gràfic:
Habitants censats

### Habitatges
El 2007 hi havia 348 habitatges, 279 eren l'habitatge principal de la família, 52 eren segones residències i 17 estaven desocupats. 344 eren cases i 3 eren apartaments. Dels 279 habitatges principals, 180 estaven ocupats pels seus propietaris, 95 estaven llogats i ocupats pels llogaters i 4 estaven cedits a títol gratuït; 1 tenia una cambra, 10 en tenien dues, 32 en tenien tres, 66 en tenien quatre i 170 en tenien cinc o més. 224 habitatges disposaven pel capbaix d'una plaça de pàrquing. A 141 habitatges hi havia un automòbil i a 114 n'hi havia dos o més.

### Piràmide de població
La piràmide de població per edats i sexe el 2009 era:
| Homes | Edats   | Dones |
| ----- | ------- | ----- |
| 0     | 95 o +  | 4     |
| 0     | 90 a 94 | 0     |
| 0     | 85 a 89 | 12    |
| 4     | 80 a 84 | 0     |
| 16    | 75 a 79 | 20    |
| 12    | 70 a 74 | 12    |
| 32    | 65 a 69 | 20    |
| 28    | 60 a 64 | 16    |
| 16    | 55 a 59 | 36    |
| 20    | 50 a 54 | 16    |
| 24    | 45 a 49 | 20    |
| 16    | 40 a 44 | 20    |
| 28    | 35 a 39 | 20    |
| 36    | 30 a 34 | 16    |
| 24    | 25 a 29 | 24    |
| 20    | 20 a 24 | 12    |
| 36    | 15 a 19 | 16    |
| 24    | 10 a 14 | 16    |
| 24    | 5 a 9   | 16    |
| 4     | 0 a 4   | 32    |

## Economia
El 2007 la població en edat de treballar era de 414 persones, 284 eren actives i 130 eren inactives. De les 284 persones actives 261 estaven ocupades (151 homes i 110 dones) i 23 estaven aturades (13 homes i 10 dones). De les 130 persones inactives 54 estaven jubilades, 40 estaven estudiant i 36 estaven classificades com a «altres inactius».

### Ingressos
El 2009 a Notre-Dame-de-Cenilly hi havia 275 unitats fiscals que integraven 683 persones, la mediana anual d'ingressos fiscals per persona era de 14.465 €.

### Activitats econòmiques
Dels 14 establiments que hi havia el 2007, 1 era d'una empresa extractiva, 1 d'una empresa alimentària, 3 d'empreses de construcció, 1 d'una empresa de comerç i reparació d'automòbils, 2 d'empreses d'hostatgeria i restauració, 1 d'una empresa financera, 1 d'una empresa immobiliària, 1 d'una empresa de serveis, 1 d'una entitat de l'administració pública i 2 d'empreses classificades com a «altres activitats de serveis».
Dels 6 establiments de servei als particulars que hi havia el 2009, 1 era una oficina bancària, 1 fusteria, 1 lampisteria, 1 electricista, 1 perruqueria i 1 veterinari.
L'únic establiment comercial que hi havia el 2009 era una fleca.
L'any 2000 a Notre-Dame-de-Cenilly hi havia 55 explotacions agrícoles que ocupaven un total de 1.984 hectàrees.

## Equipaments sanitaris i escolars
El 2009 hi havia una escola elemental.

## Poblacions més properes
El següent diagrama mostra les poblacions més properes.